# Лихачёв, Фёдор Осипович
Фёдор Осипович Лихачёв (1801—1869) — генерал-майор, командир 9-й полевой артиллерийской бригады.
Родился в 1801 году. Образование получил в Императорском Военно-сиротском доме.
В военную службу вступил в 1817 году прапорщиком в полевую артиллерию.
В 1831 году Лихачёв принимал участие в походе против бунтующих поляков и сражался при Вавре, на Гроховских полях и под Минском.
В начале 1842 года произведён в подполковники и 3 декабря того же года за беспорочную выслугу 25 лет в офицерских чинах награждён орденом св. Георгия 4-й степени (№ 6780 по кавалерскому списку Григоровича — Степанова).
С 1834 по 1853 год командовал разными полевыми батареями, в 1850 году произведён в полковники. В 1853 году был назначен командиром резервной бригады 3-й артиллерийской дивизии и в 1856 году получил должность командира 9-й полевой артиллерийской бригады. В генерал-майоры произведён в 1863 году. Последние годы своей службы состоял по полевой пешей артиллерии и в запасных войсках.
Лихачёв скончался 31 марта 1869 года.